# روساوا
روساوا (به لاتین: Rusava) یک منطقهٔ مسکونی در جمهوری چک است که در ناحیه کرومیریژ واقع شده‌است. روساوا ۱۲٫۰۳ کیلومتر مربع مساحت و ۵۹۸ نفر جمعیت دارد و ۴۱۰ متر بالاتر از سطح دریا واقع شده‌است.